# Leszno (stacja kolejowa)

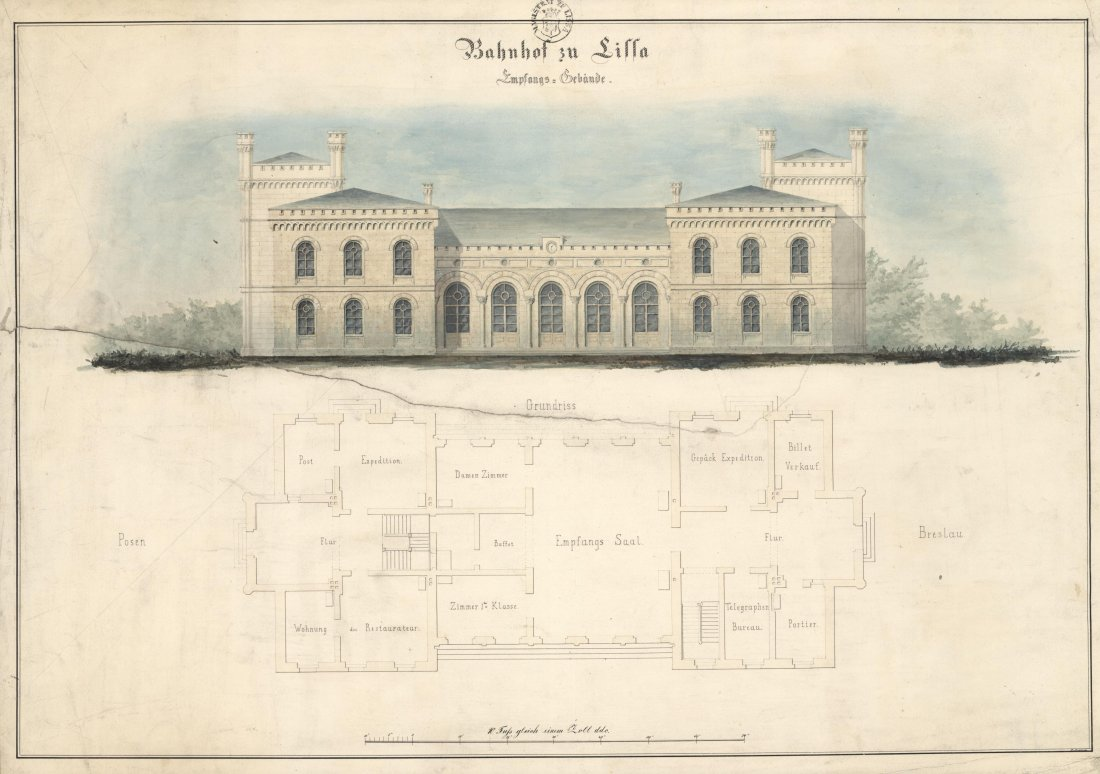
Projekt budynku dworca kolejowego w Lesznie w zbiorach APL

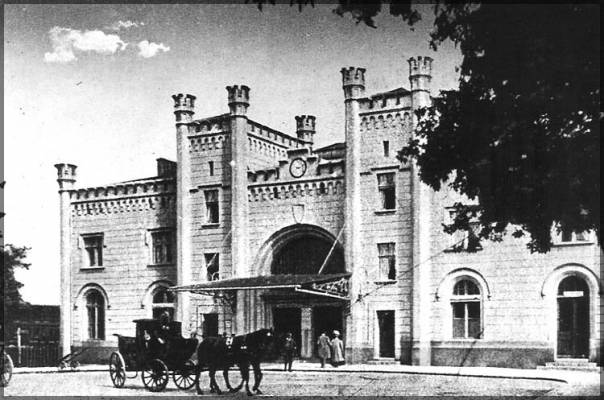
Budynek starego dworca kolejowego w Lesznie

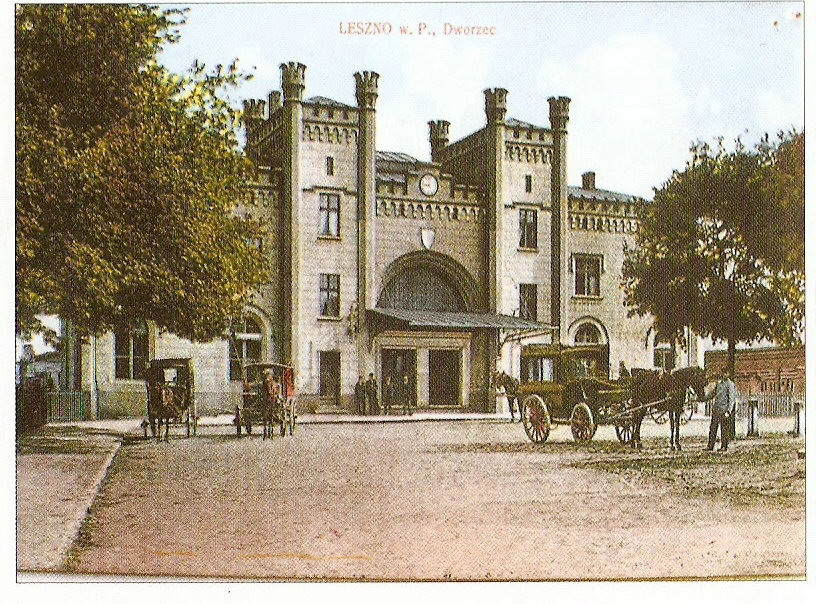
Budynek starego dworca kolejowego w Lesznie

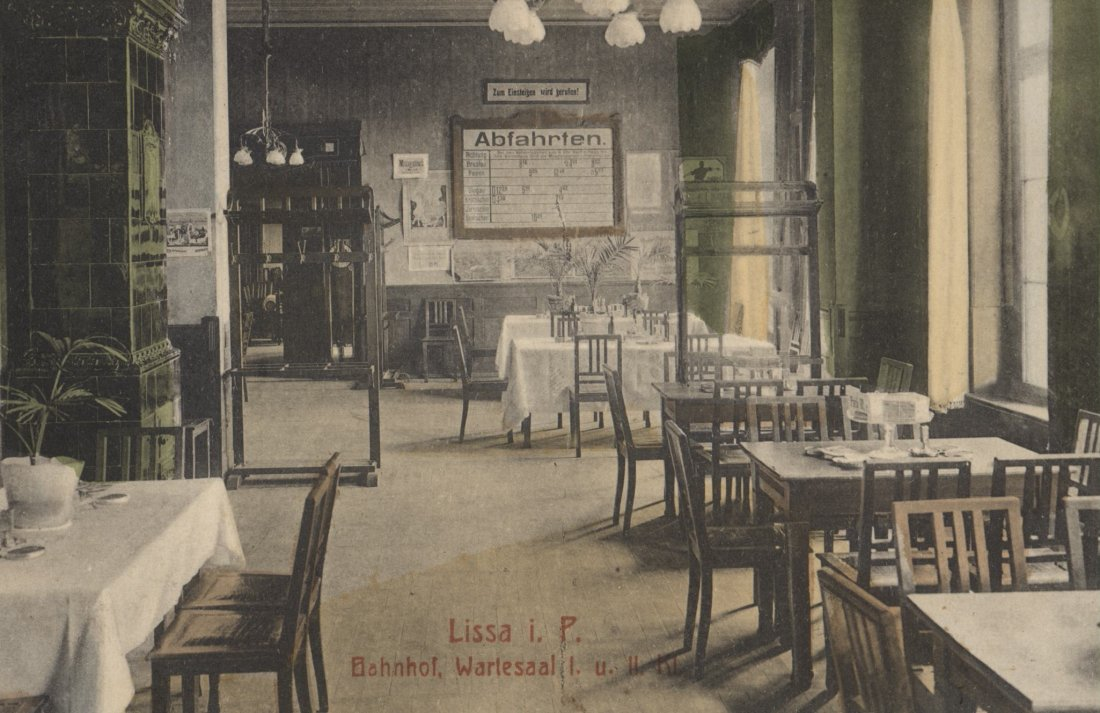
Wnętrze dworca przed 1918 r.

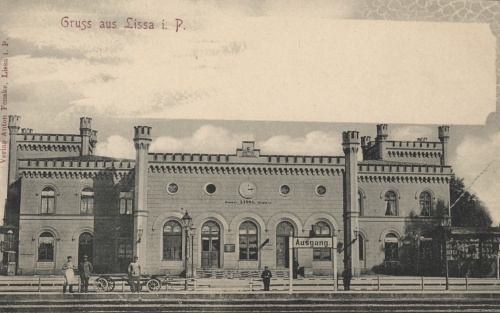
Zachodnia strona dworca kolejowego w Lesznie przed rozbudową w 1905 r.

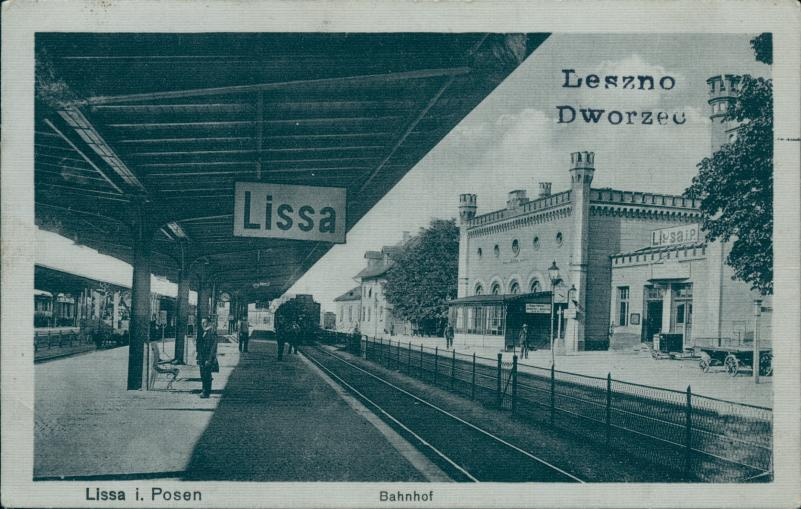
Peron 4 na dworcu kolejowym w okresie I wojny światowej

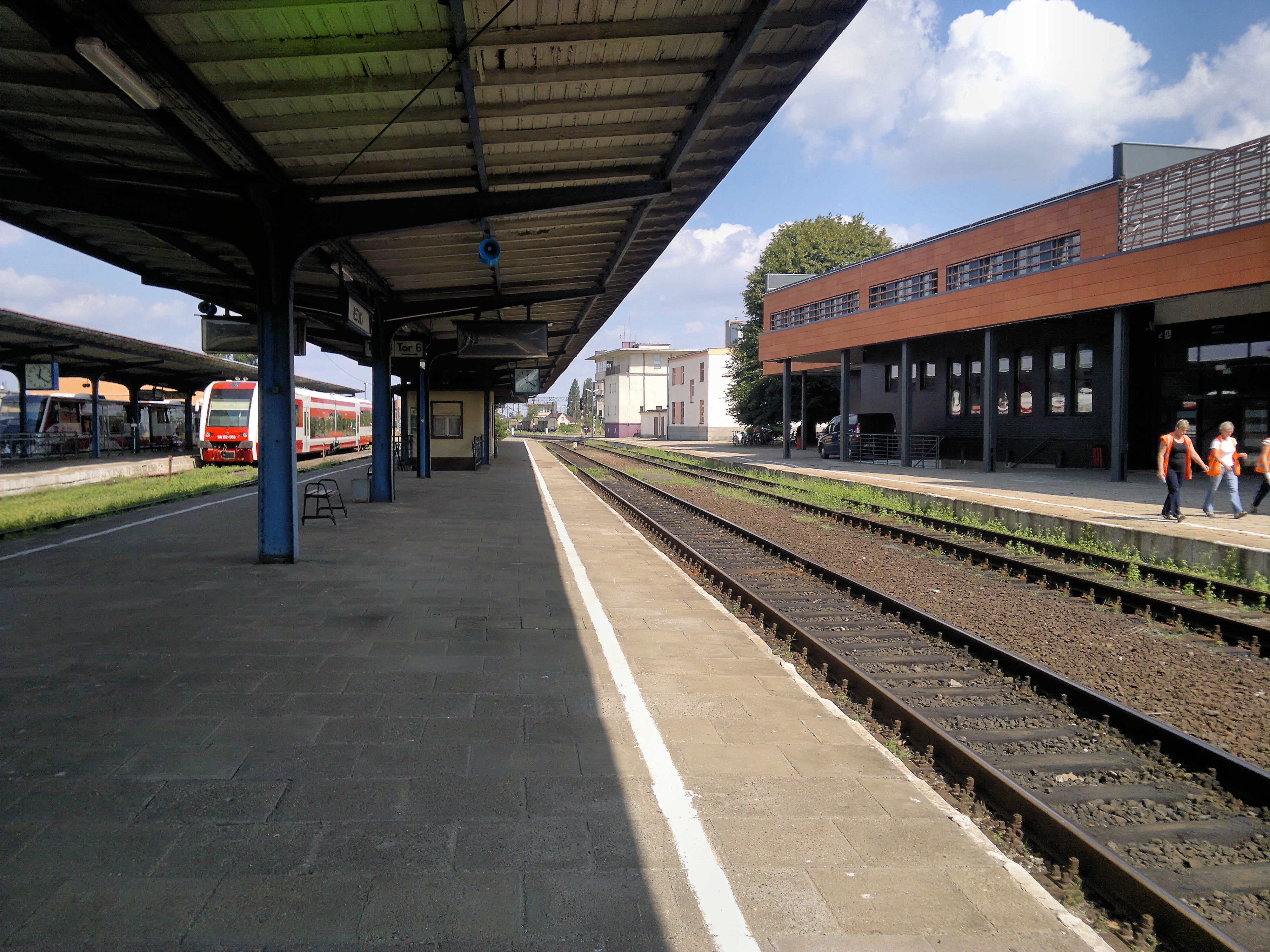
Peron 4 na dworcu kolejowym współcześnie

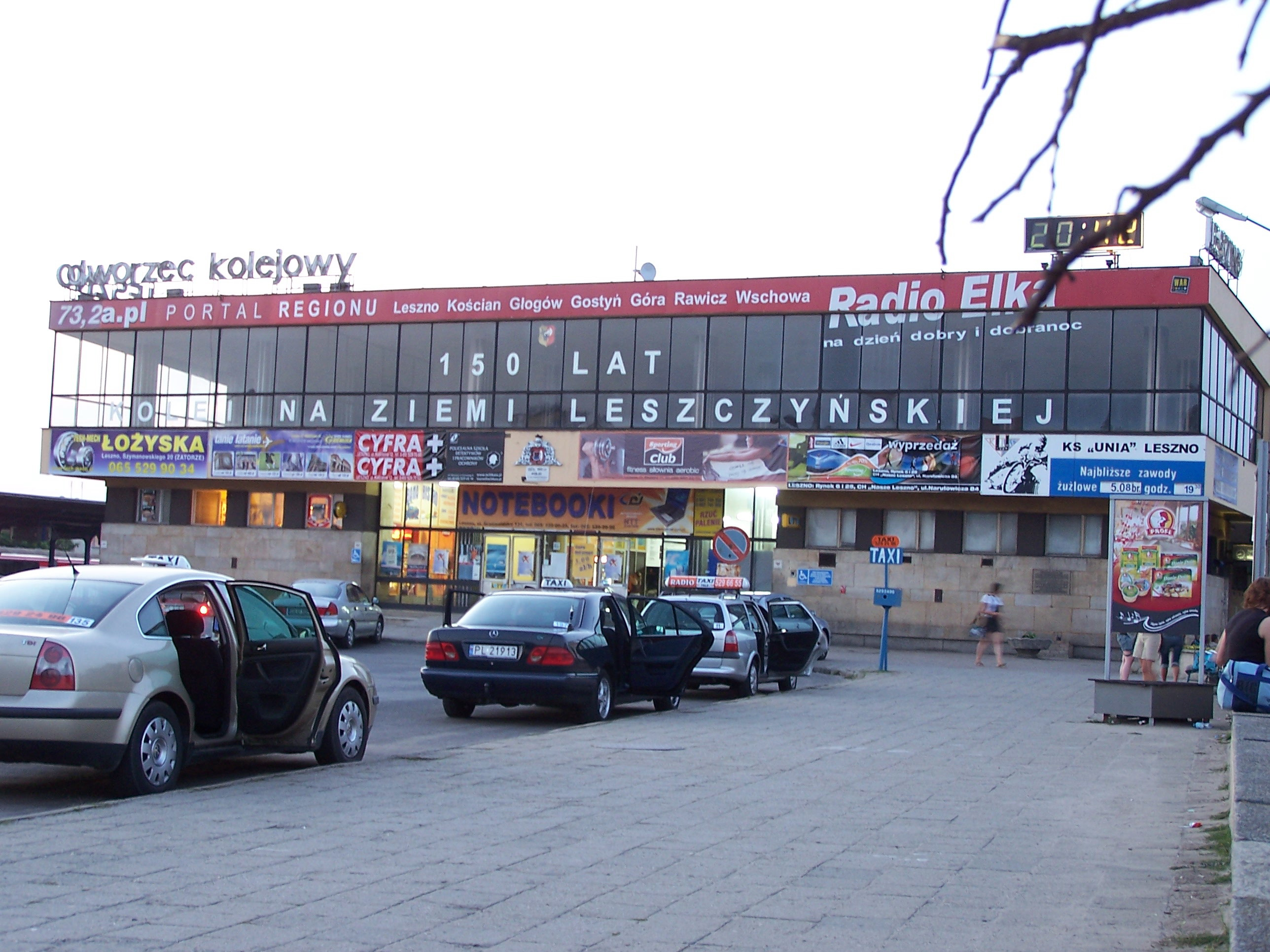
Budynek dworca z 1971 r.

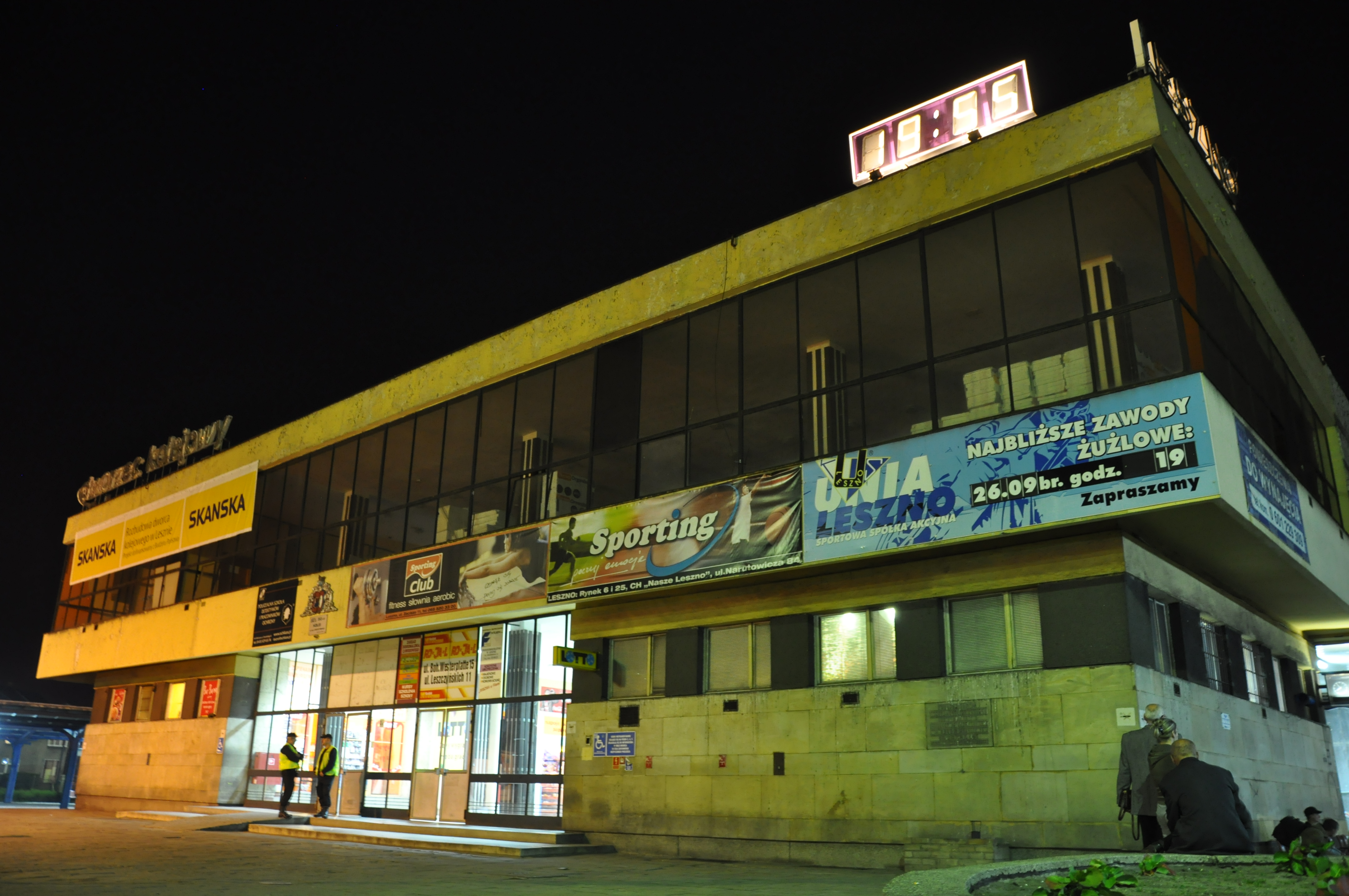
Budynek dworca z 1971 r.

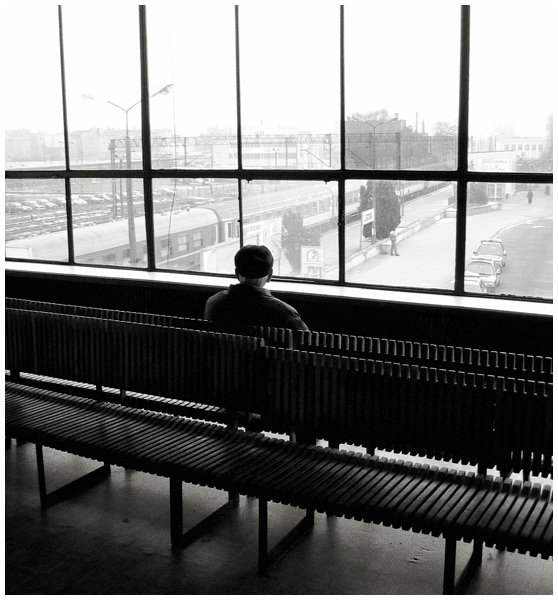
Leszno - poczekalnia na starym dworcu

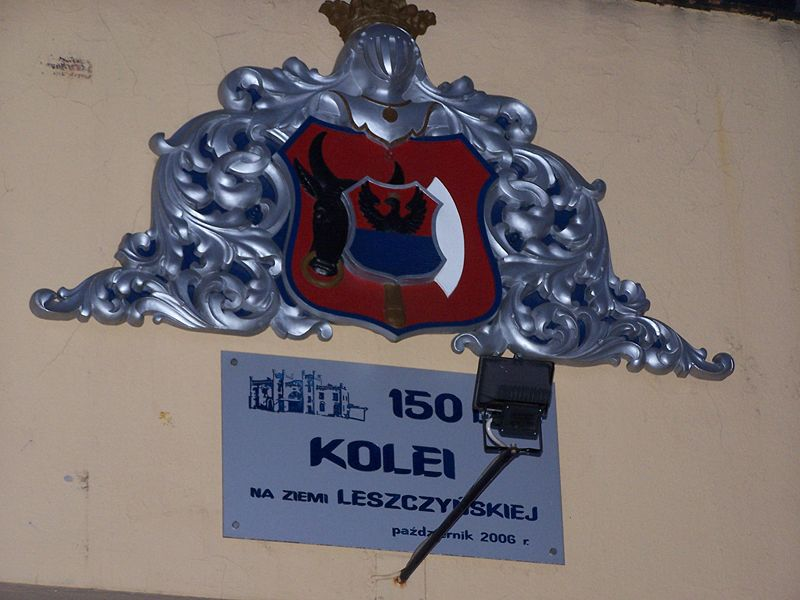
Herb Leszna, jedyna pozostałość po budynku z 1856 r.

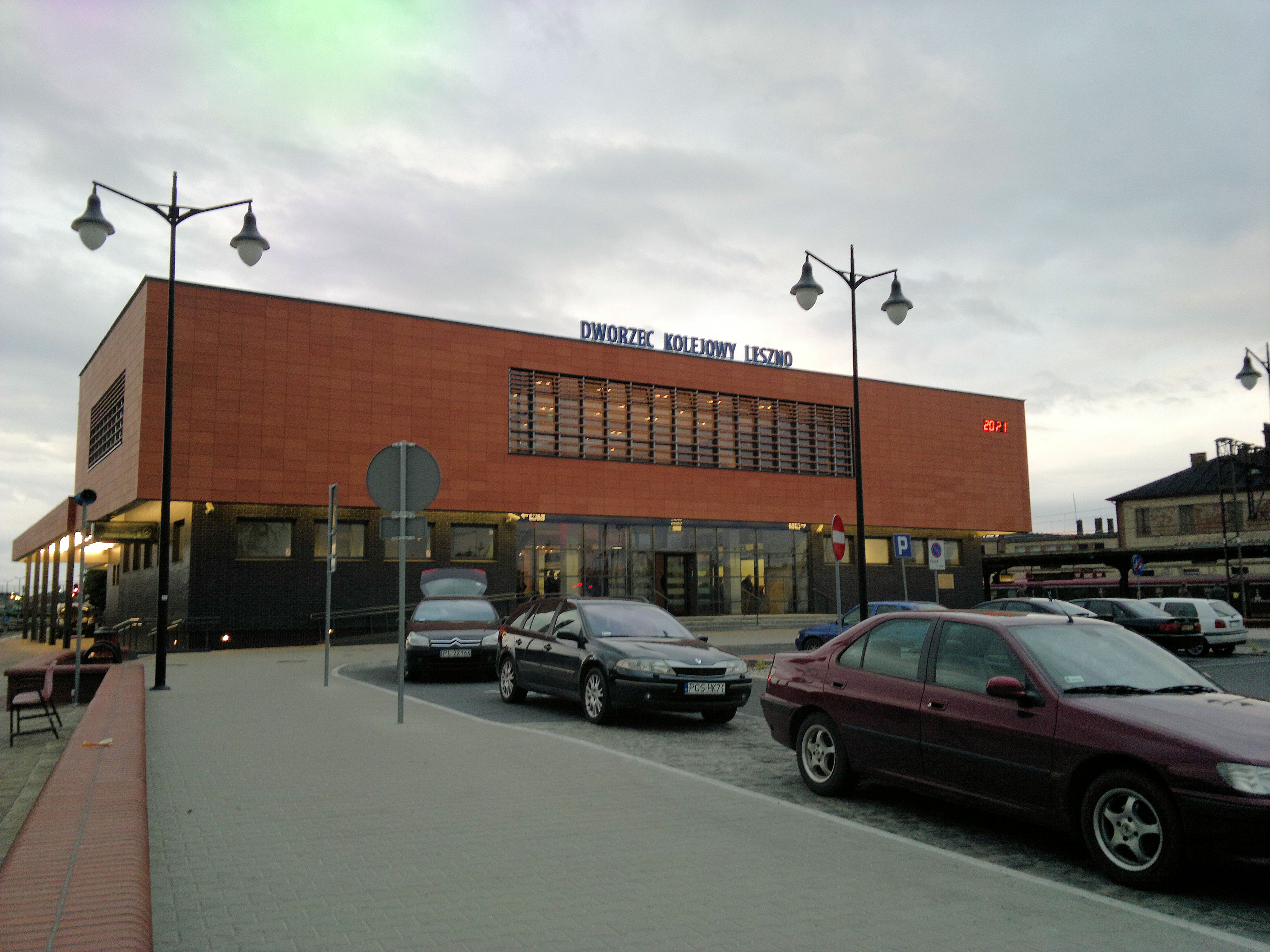
Nowa elewacja dworca kolejowego

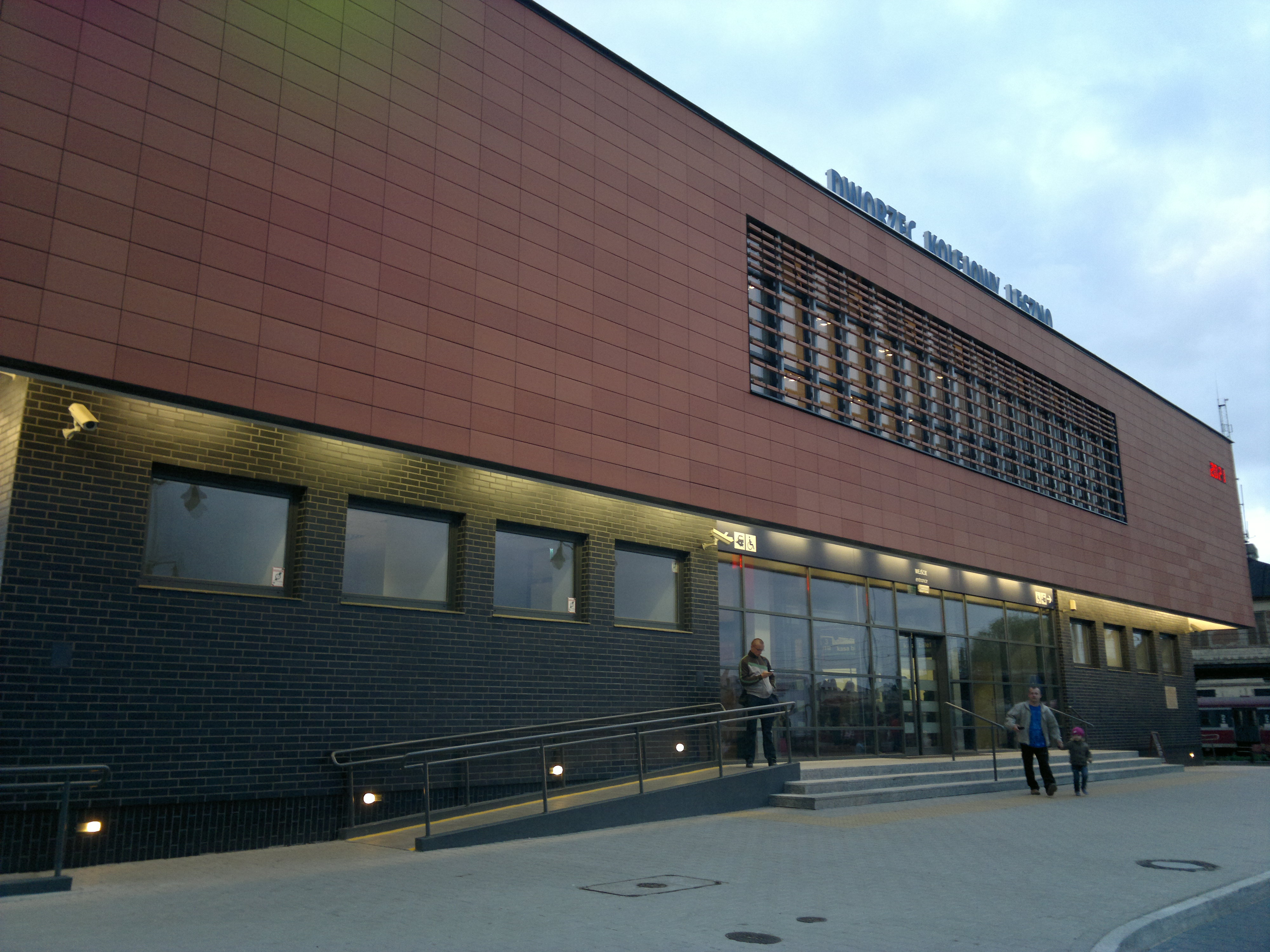
Nowa elewacja dworca kolejowego

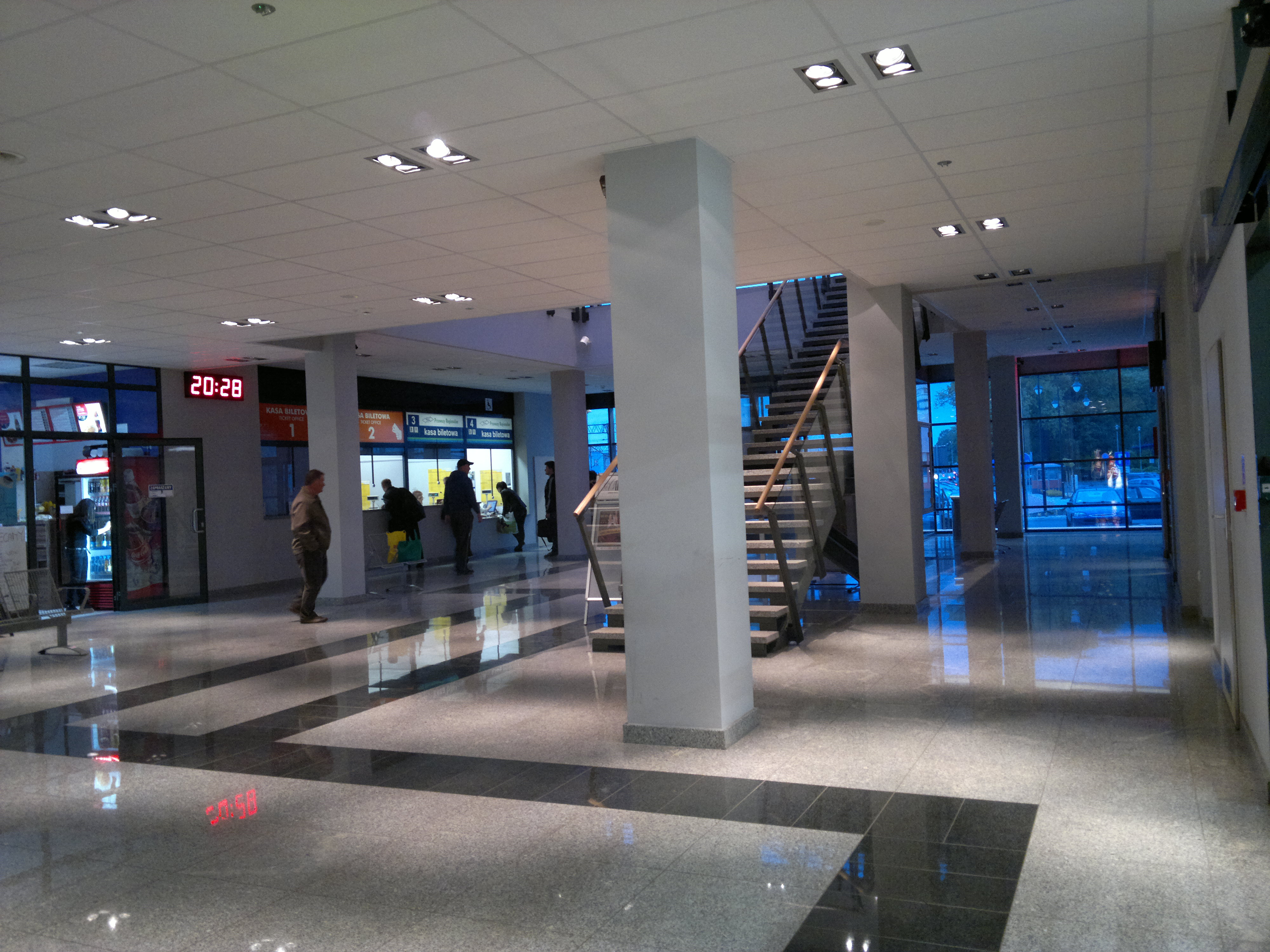
Wnętrze po modernizacji

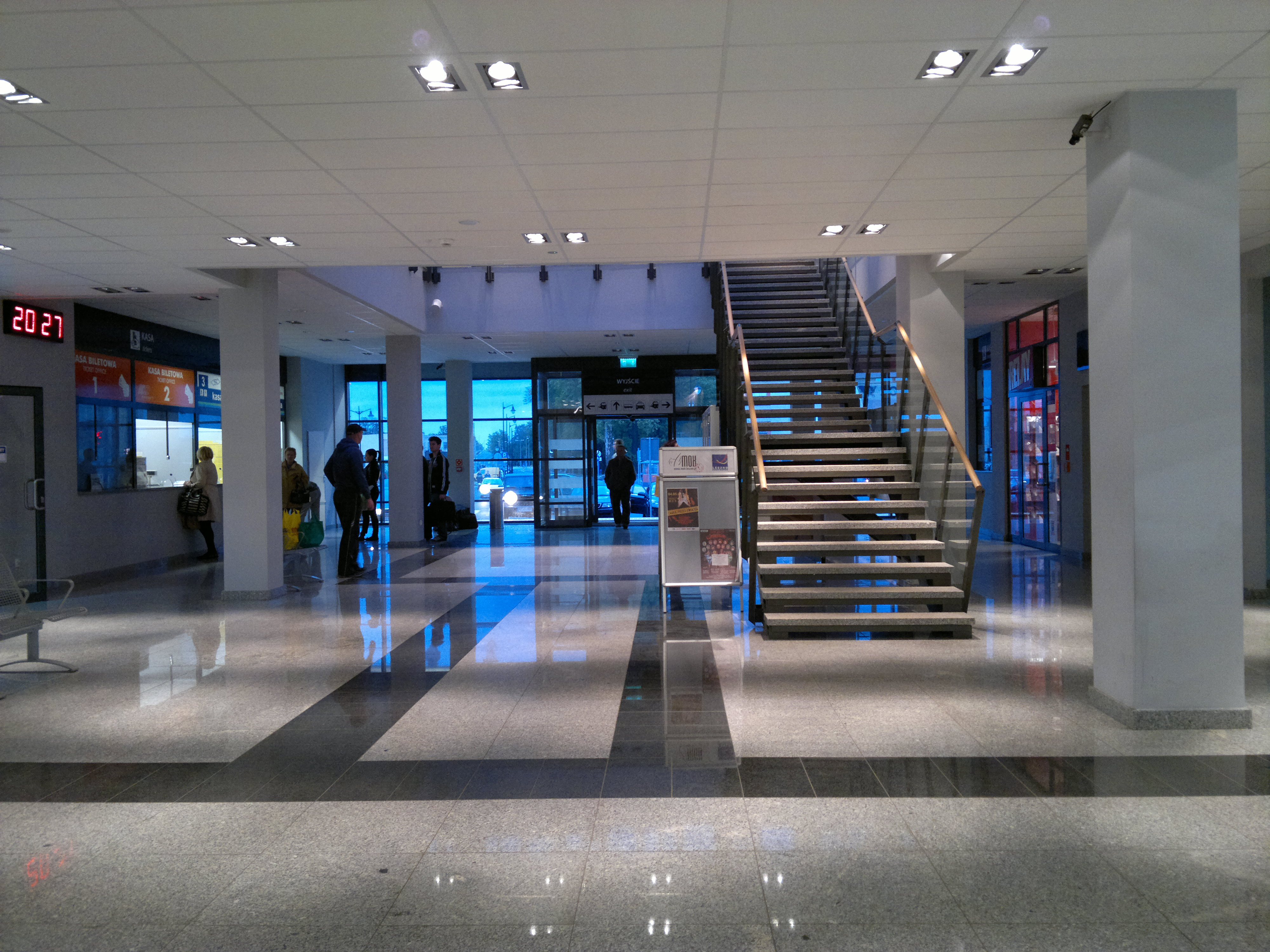
Wnętrze po modernizacji

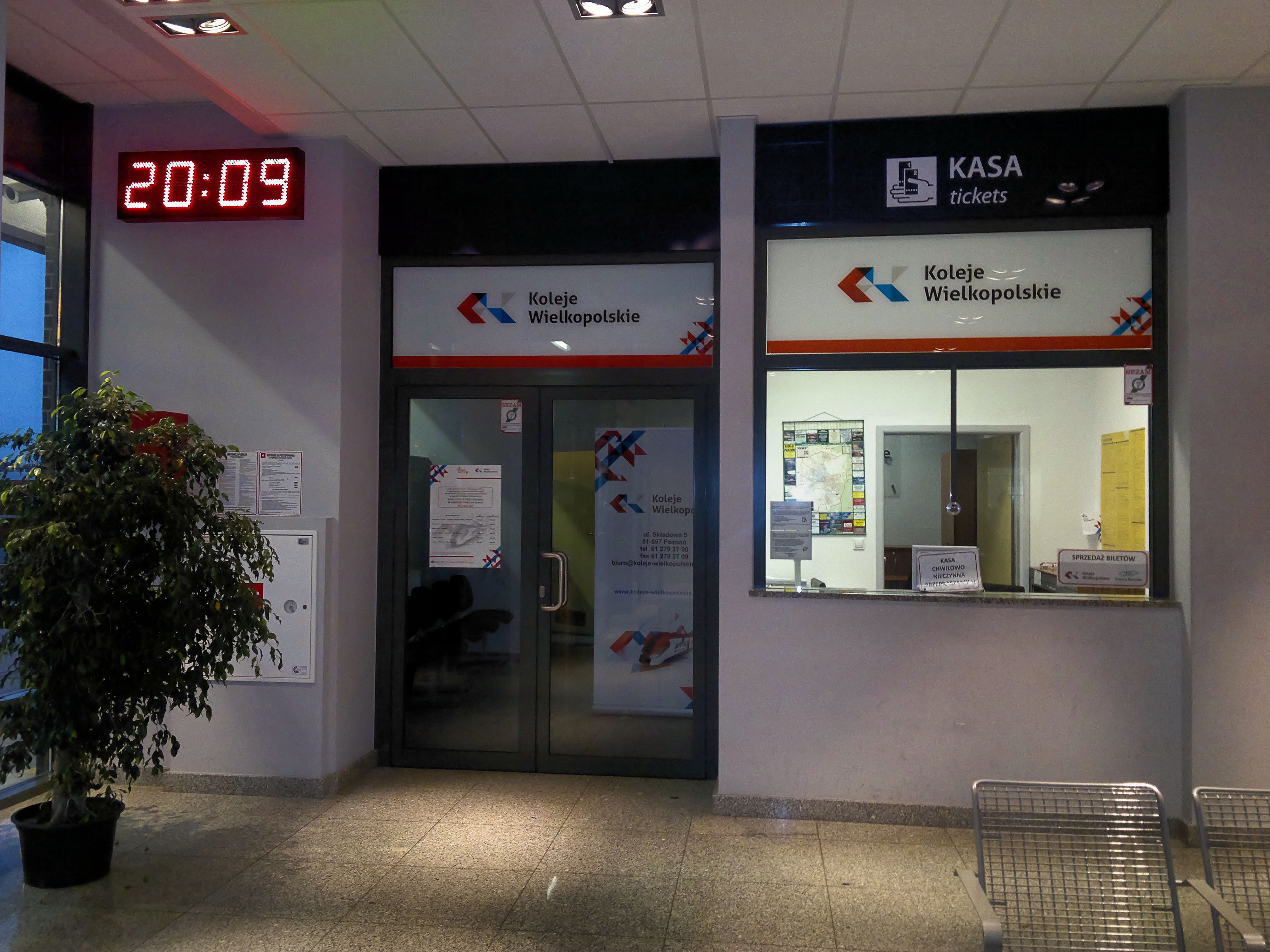
Strefa klienta i kasa Kolei Wielkopolskich

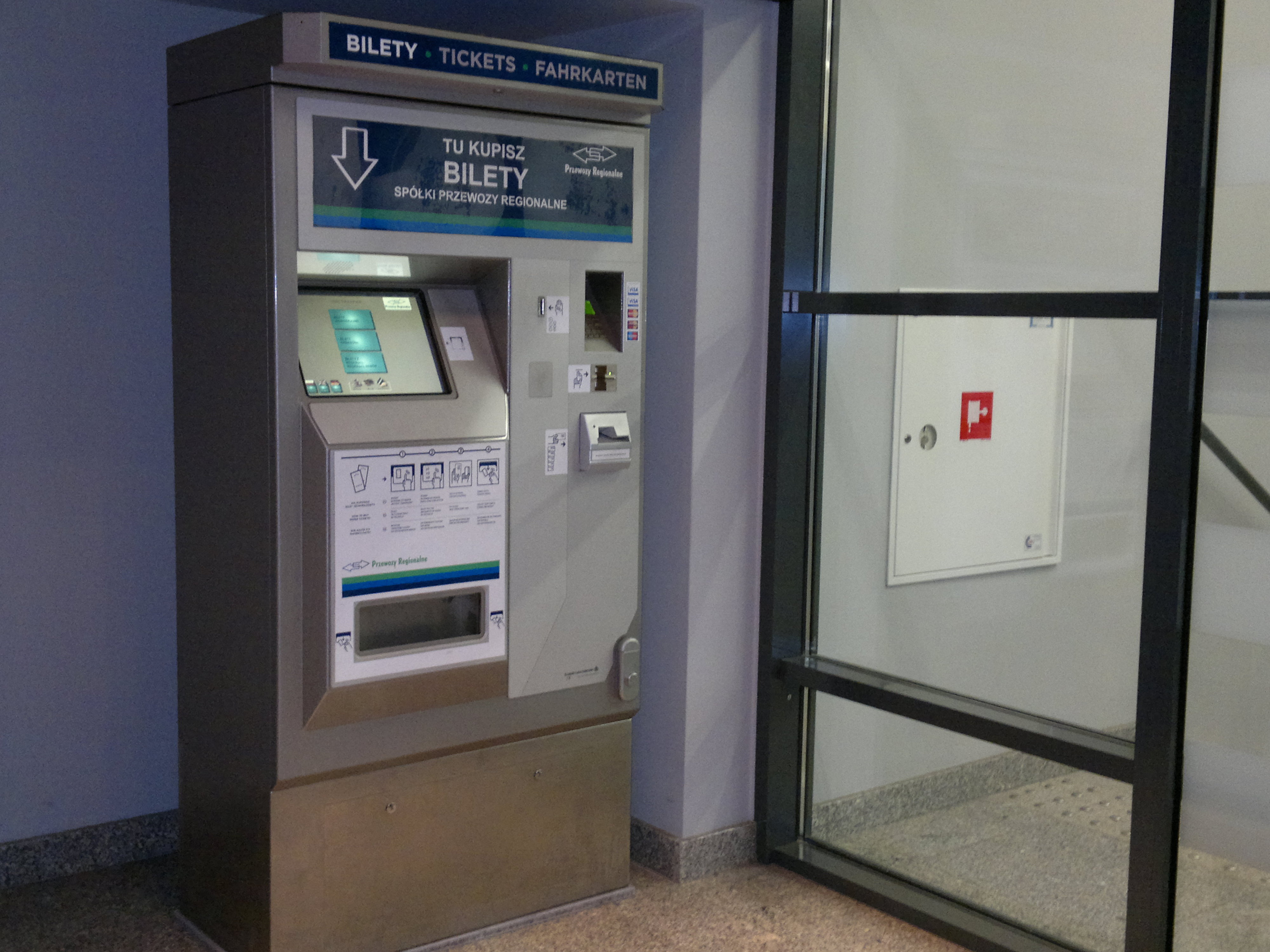
Biletomat

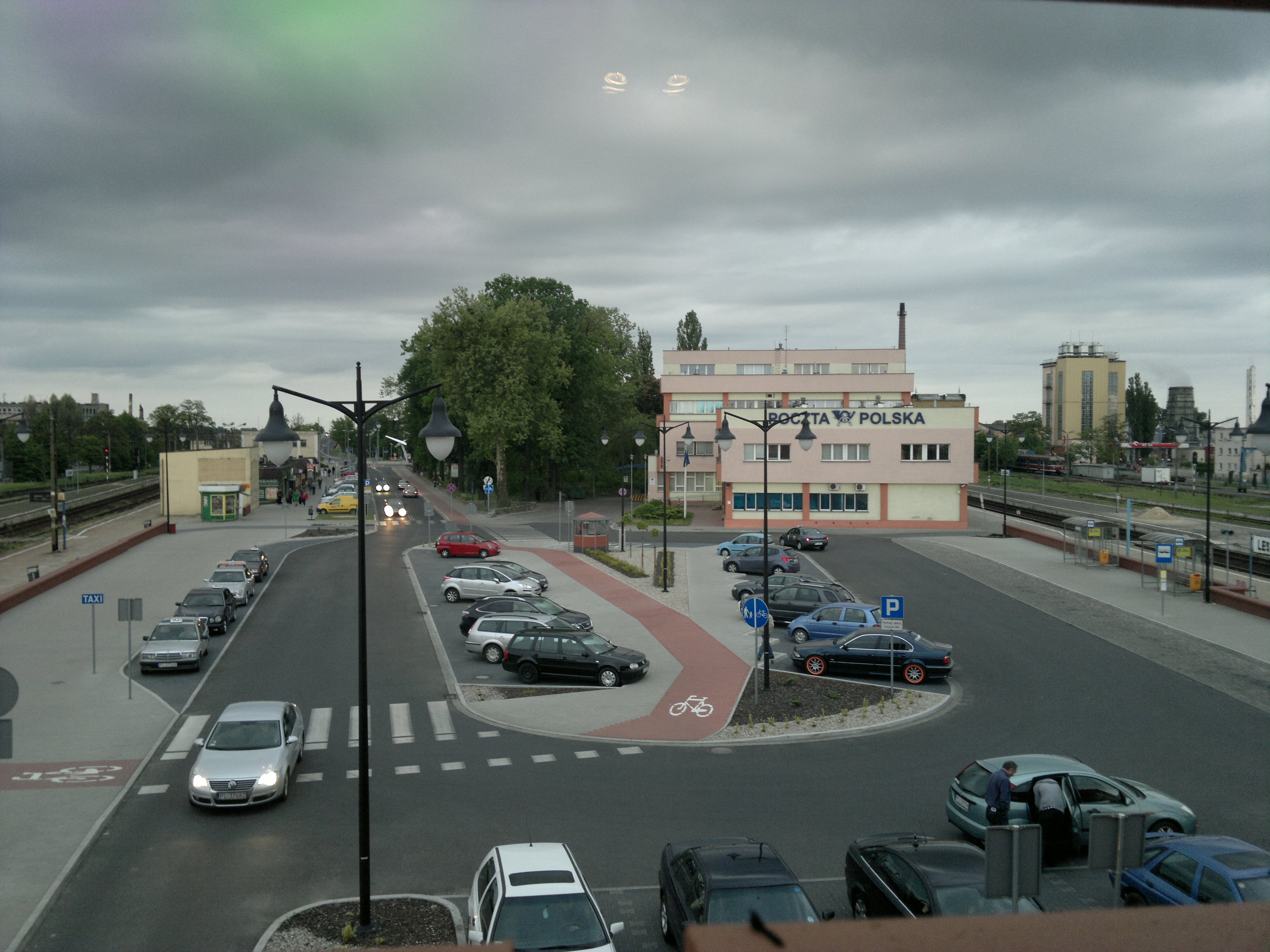
Plac dworcowy po modernizacji

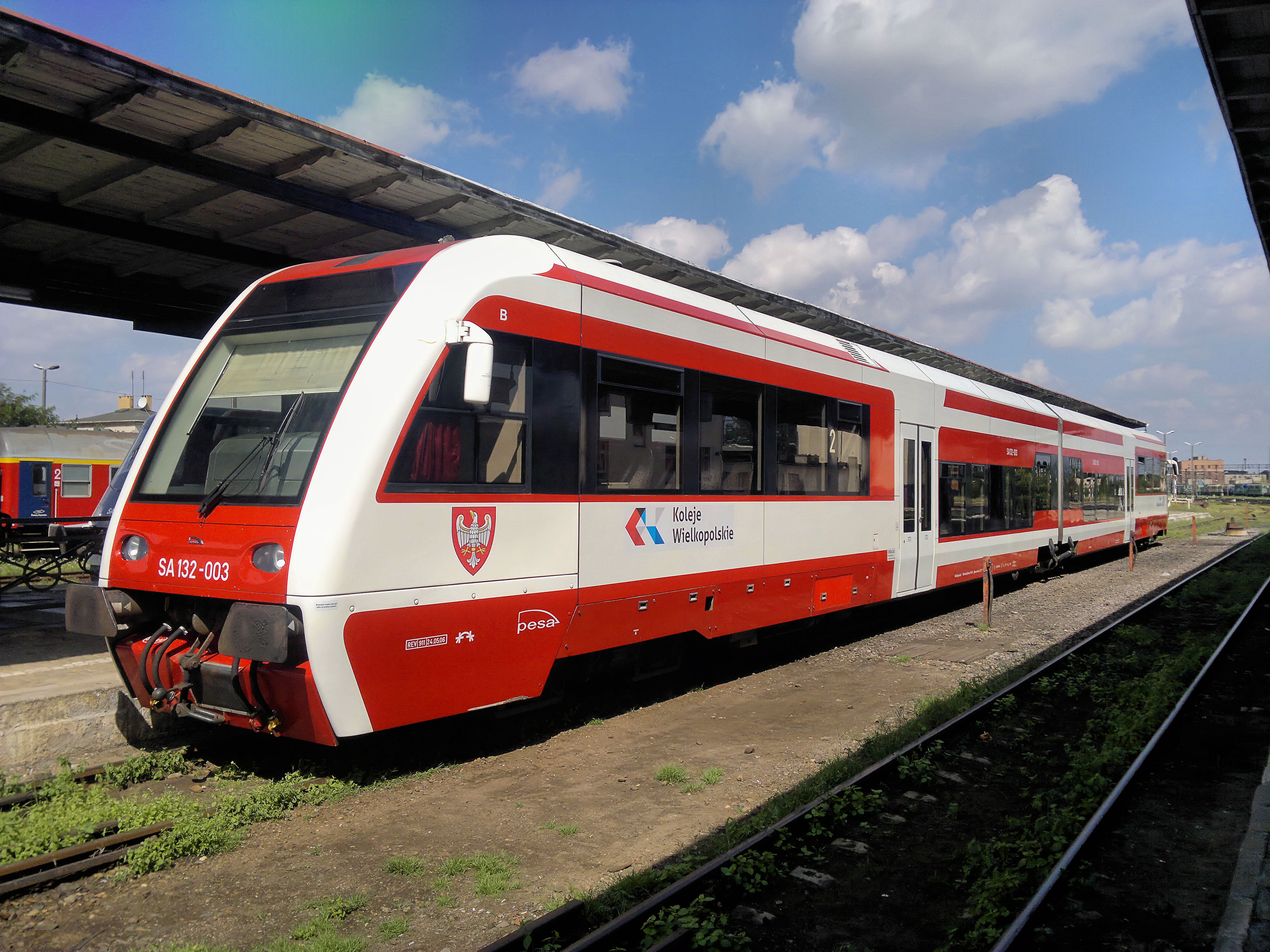
Szynobus SA 132-003 w malowaniu Kolei Wielkopolskich w Lesznie

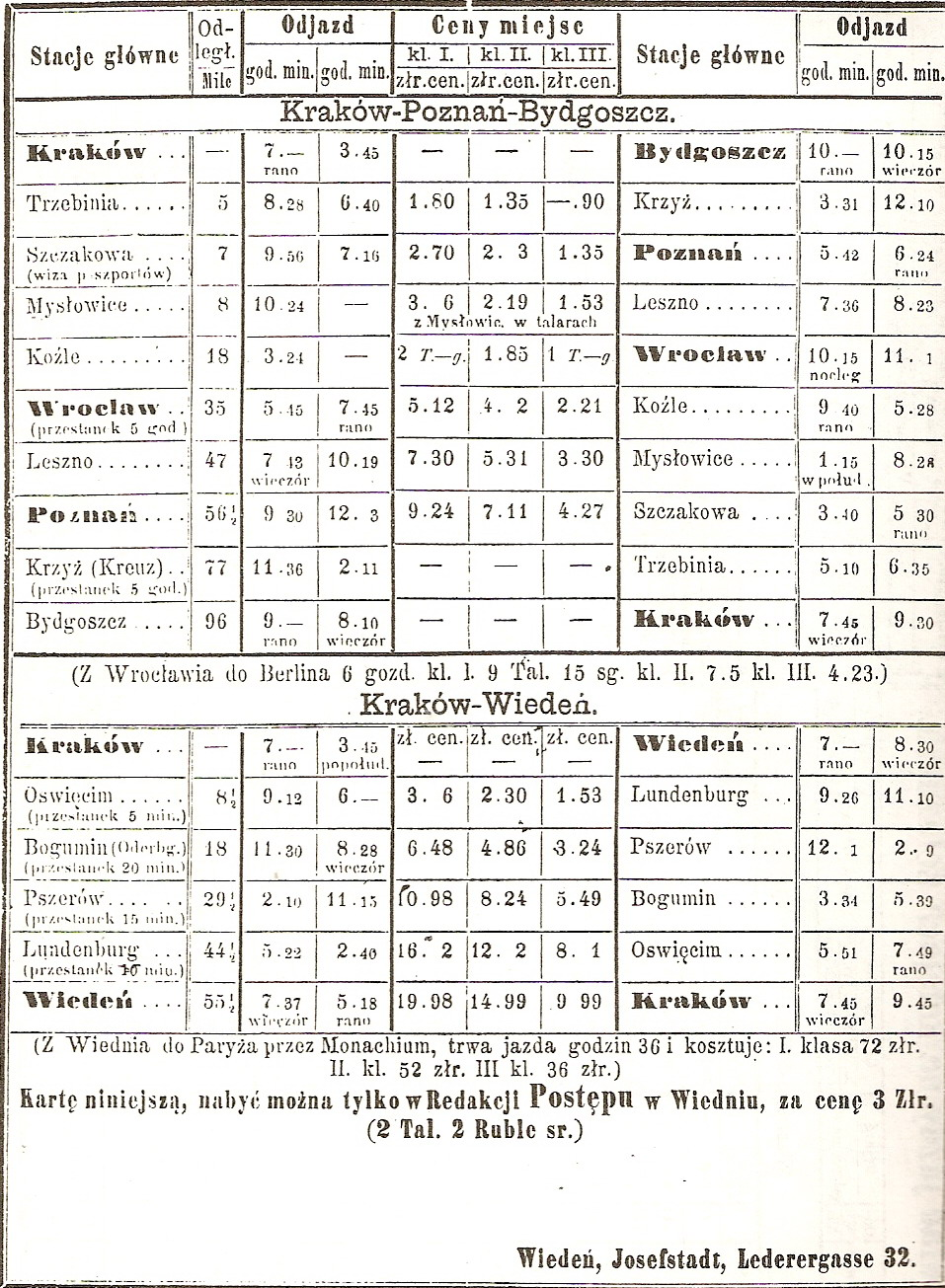
Rozkład jazdy z 1862 r.

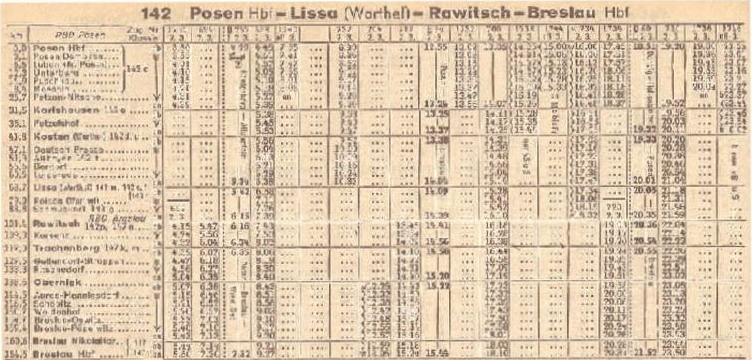
Rozkład jazdy Niemieckich Kolei Rzeszy (DR) na lata 1944/45

Leszno – główny dworzec kolejowy w Lesznie w województwie wielkopolskim. Położony w centrum miasta, przy Dworcowej 1, pomiędzy ulicami: Towarową (Centrum) a Kilińskiego (Zatorze). Według klasyfikacji PKP ma kategorię dworca regionalnego.
Finalista plebiscytu Modernizacja Roku 2011 jako przykład obiektu wybudowanego w latach 70. ubiegłego stulecia, który po modernizacji zyskał nowe oblicze.

## Ruch pociągów
Przez Leszno kursują pociągi:
- Express InterCity - (Lech) między innymi do: Warszawy, Kutna, Konina, Poznania, Wrocławia
- InterCity - (Artus, Bosman, Gwarek, Halny, Hewelisz, Jeziorak, Malczewski, Mamry, Mieszko, Piast, Pomorzanin, Przemyślanin, Szkuner, Szyndzielnia) między innymi do Białogardu, Bielska-Białej, Brzegu, Bydgoszczy, Częstochowy, Gdańska, Gdyni, Giżycka, Gliwic, Gniezna, Iławy, Inowrocławia, Jeleniej Góry, Katowic, Kędzierzyna-Koźle, Kłodzka, Kołobrzegu, Koszalina, Krakowa, Laskowic, Olsztyna, Opola, Piły, Polanicy-Zdrój, Poznania, Przemyśla, Rzeszowa, Słupska, Sopotu, Strzelina, Tczewa, Torunia, Ustki, Wałbrzycha Miasto, Wrocławia;
- TLK (Rozewie) między innymi do Gdańska, Gdyni, Gniezna, Katowic, Opola, Poznania, Wrocławia;
- REGIO (Kamieńczyk) między innymi do Głogowa, Kościana, Jeleniej Góry, Poznania, Rawicza, Szklarskiej Poręby, Wałbrzycha, Wrocławia i Międzylesia oraz Zielonej Góry;
- Koleje Wielkopolskie (Poznańczyk) między innymi do Krotoszyna, Ostrowa Wlkp., Poznania, Rawicza, Wolsztyna i Zbąszynka.

Systematycznie na stację dojeżdżają składy w trakcji parowej z Wolsztyna uruchamiane przez Koleje Wielkopolskie wraz z Parowozownią Wolsztyn oraz pociągi retro uruchamiane przez TurKol

## Ruch pasażerski
| Rok  | Wymiana roczna | Wymiana pasażerska na dobę | Miejsce w Polsce |
| ---- | -------------- | -------------------------- | ---------------- |
| 2017 | 1 720 000      | 4700                       | 53.              |
| 2018 | 1 680 000      | 4600                       | 70.              |
| 2019 | 1 720 000      | 4700                       | 75.              |
| 2020 | 952 000        | 2600                       | 82.              |
| 2021 | 1 350 000      | 3700                       | 77.              |
| 2022 | 1 934 500      | 5300                       | 70.              |
| 2023 | 2 263 000      | 6200                       | 63.              |

## Historia
W 1853 roku podjęta została decyzja o budowie linii kolejowej łączącej Wrocław z Poznaniem (d. Kolej Poznańska). Koncesję na budowę uzyskała Kolej Górnośląska (Oberschlesische Eisenbahn Gesellschaft) i to ona rozpoczęła w Lesznie budowę w trzech kierunkach: do Wrocławia, do Poznania i do Głogowa. W Lesznie pierwsza wybudowana była linia kolejowa łącząca Wrocław z Poznaniem. Próbna lokomotywa parowa wjechała na dworzec leszczyński od strony Rawicza 27 września 1856 roku, a pierwszy regularny kurs składu 27 października 1856 r. Uroczyste otwarcie linii z udziałem władz miejskich i mieszkańców nastąpiło 29 października 1856 r. Następna, 01 grudnia 1857 roku, została otwarta 45 km linia do Głogowa. Po zakończeniu I wojny światowej trasa kolejowa pomiędzy Wschową (niem. Fraustadt) a Lasocicami stała się przejściem granicznym pomiędzy Polską a Niemcami, a stacje punktami odprawy granicznej. Od kwietnia do czerwca 1919 r. linią z Głogów do Leszna przejechało kilka transportów żołnierzy z oddziałów gen. Hallera udających się z Francji (między innymi przez Żagań) na terytorium Polski.
Połączenie Leszna z Ostrowem Wlkp. i Jarocinem nastąpiło 1 października 1888 r. Kolejną linią była trasa do Włoszakowic uruchomiona 1 października 1895 i następnie przedłożona w 1896 do Wolsztyna i Zbąszynka. Ostatecznie zakończono jej budowę w 1904 r.
15 września 1916 r. uruchomiono niemal 60 kilometrową linię z Leszna przez Górę do Krzelowa. Wiodła ona w kierunku południowym równolegle do torów linii nr 271 (Wrocław Główny – Poznań Główny) przez nieistniejące już dziś leszczyńskie dworce Leszno Dworzec Mały i Leszno Zaborowo. Po wysadzeniu mostu na Kopanicy w czasie powstania wielkopolskiego, a w związku z tym niemożności ruchu kolejowego linia stała się nieprzejezdna. Poza tym po odzyskaniu przez Polskę niepodległości w 1918 r. pomiędzy Laskową a Chróściną (niem. Kraschen) przebiegać zaczęła granica państwowa pomiędzy Polską a Niemcami. Od 17 stycznia 1920 r. linia na trasie Leszno – Laskowa nie była używana, a w 1922 r. rozebrana.
Dr Bronisław Świderski w roku 1928 tak opisuje wrażenia z dworca leszczyńskiego: Pociąg idący z Ostrowa, wynurzywszy się z lasu kąkolewskiego, zatacza przed wjazdem na teren dworca leszczyńskiego półkole na nasypie żwirowym poprzez dwa mosty żelazne, z których jeden do nad torem kolei poznańskiej przeszedł do historji, o czem wspomniano na innem miejscu.
Przez okna wagonu już zdala majaczy rozległe miasto ze swemi strzelistemi wieżami i kominami fabryk. Całość terenu kolejowego bardzo dodatnie czyni wrażenie ze względu na gęstą sieć dróg żelaznych, przeróżne warsztaty reperacyjne, dużą hale maszynową i okazały dom dla urzędników oraz piękny gmach dworcowy, który Niemcy w roku 1906 rozbudowali.
Leszno ma znakomite połączenie kolejowe na wszystkie strony i jako takie jest jednym z ważniejszych węzłów kolejowych w Wielkopolsce. Mamy bezpośrednie połączenia kolejowe: Poznań-Leszno-Wrocław, Leszno-Głogowa, Leszno-Zbąszyń-Berlin, Leszno-Ostrów-Warszawa, Leszno-Jarocin, oraz martwy tor kolejowy Leszno-Góra-Lignica. Polskie pociągi, idące z Leszna w kierunku granicy niemieckiej, dochodzą do Wschowy, niemieckie zaś poza tranzytowemi do Rawicza
W dwudziestoleciu międzywojennym stacja kolejowa w Lesznie pełniła funkcję stacji z kontrolą graniczną. Na linii kolejowej nr 14 w relacji Leszno – Głogów kursowały 2 pary pociągów międzynarodowych osobowych (bez zatrzymania w Lasocicach, z kontrolą graniczną na stacji w Lesznie), zaś do przygranicznych Lasocic dojeżdżały 3 pary pociągów z Leszna. Ciekawostką jest to, że obecna granica województw: wielkopolskiego i lubuskiego przebiega dokładnie w miejscu dawnej granicy państwa.
Podobnie rzecz się miała na linii kolejowej nr 271. Tutaj granica była na linii dzisiejszej granicy województw: wielkopolskiego i dolnośląskiego. Granicę przekraczały 2 pociągi osobowe oraz pociąg pospieszny 801/802 relacji Wrocław – Gdańsk – Wrocław. Do Rawicza docierały również 2 pociągi osobowe z Poznania. Podobnie jak przy linii kolejowej nr 14, stacja Leszno była stacją kontroli granicznej.
Zmianą na leszczyńskim dworcu była elektryfikacja linii Poznań – Wrocław. Przebiegała ona w trzech etapach:
- 31 maja 1969 r. – Poznań Główny – Puszczykówko
- 20 grudnia 1969 r. – Puszczykówko – Leszno
- 22 kwietnia 1970 r. – Leszno – Wrocław Główny[9].

Przed wybudowaniem i oddaniem do użytku stacji Poznań Franowo Leszno pełniło funkcję stacji rozrządowej dla Poznania. Dlatego też nad torowiskiem linii kolejowej nr 271 (w km 95.183, kąt skrzyżowania 119064’84”) i 14 (w km 236.510, kąt skrzyżowania 78071’67”) w 1977 roku wybudowano wiadukt, który miał za zadanie zwiększenie przepustowości ruchu samochodowego. Z tego samego powodu w 1969 roku wybudowano przejście podziemne łączące ulicę Słowiańską z ulicami: Polną i Święciechowską, obecnie odnowione w ramach projektu marki Dulux: Let’s Colour.

## Budynek
Pierwszy budynek dworca pochodził z 1857 r. i ze względu na układ torów zbudowany został jako dworzec przelotowy. Mimo że dużo mniejszy, zbudowany w stylu neogotyku angielskiego, charakterem przypominał dworzec kolejowy we Wrocławiu Przypuszcza się, że właśnie wrocławski dworzec mógł inspirować twórcę dworca w Lesznie. Wilhelm Grapow opublikował projekt wrocławski w Atlas zur Zeitschrift für Bauwesen t. 10, co zapewne przyczyniło się do naśladownictwa tego obiektu
Na parterze dworca zaprojektowano obszerny korytarz, który wiódł do dużej poczekalni, oraz szereg mniejszych pomieszczeń, m.in.: portiernię, kasę biletową, biuro telegrafu, ekspedycję paczek, bufet, pokój dla pań, poczekalnię I klasy, mieszkanie restauratora i ekspedycję z pocztą. Na piętrze ulokowano mieszkania służbowe, a także część apartamentowo-hotelową dla zamożnych podróżnych.
Pierwsza jego rozbudowa w związku z gwałtownym wzrostem liczebnym odprawianych pasażerów miała miejsce w 1899 r. jednak nie zmieniła ona ogólnej bryły leszczyńskiego dworca. W 1905 r. został przez Niemców powiększony w związku z rozszerzaniem się oferty dla podróżnych. Zdecydowano się wówczas na dobudowę od wschodu i zachodu (od strony peronów) niewielkich aneksów (dobudówek), które zagospodarowano jako poczekalnie IV klasy. Dzięki temu powiększono również metraż poczekalni I oraz II klasy, usytuowanych wewnątrz starego budynku. Zrealizowana w 1905 r. przebudowa dworca była największą w okresie zaborów, przyczyniając się do całkowitej zmiany oblicza frontu gmachu, znacznie poszerzonego w stosunku do pierwowzoru. Należy jednak zauważyć, że służby budowlane Królewskiej Dyrekcji Kolei w Poznaniu zadbały o ujednolicenie południowej rozbudowy z zachowanym fragmentem północnym dworca, dzięki czemu fasada (od strony placu dworcowego) prezentowała w dalszym ciągu ewidentne odwołania do neogotyku angielskiego i stylu arkadowego.
W latach 1941 – 1944 niemieccy okupanci rozbudowali go na potrzeby wojenne, zatrudniając polskich robotników skierowanych przez urzędy pracy. Mimo to, sam dworzec był bardzo urozmaicony i malowniczy z rozczłonkowanymi wieżyczkami z krenelażem. Taki stan zachował się do lat 70. XX wieku.
Użytkowany był do 1969 r. Jedyną pozostałością po starym budynku jest herb Leszna, który został umieszczony na budynku sprzed modernizacji z okazji jubileuszu 150-lecia kolei na ziemi leszczyńskiej.
Decyzją Dyrekcji Okręgowej Kolei Państwowych w Poznaniu z 1968 r. stary, neogotycki budynek dworca został zburzony i na jego miejsce w latach 1969 – 1971 postawiono nowy budynek w stylu modernizmu. W wyniku przebudowy całkowicie zmieniła się bryła dworca. Nic nie pozostało z neogotyckiego budynku. Zastąpiony on został przez obiekt o wysokiej kubaturze, bryłowy, będący połączeniem betonu i przeszklonych ścian. Pod budynkiem przeprowadzono tunel łączący obie strony peronowe dworca (dla linii Wrocław Główny – Poznań Główny perony 1 i 2, dla linii Forst – Głogów – Łódź Kaliska, Leszno – Jarocin, Leszno – Zbąszynek perony 3, 4, 5). Na pierwszym piętrze nowego gmachu urządzone zostały nowe poczekalnie, a na parterze rozbudowano część gastronomiczną oraz kasy biletowe i informację dla podróżnych. W tym okresie założono także nową instalację nagłaśniająca (megafony) oraz zmodernizowano oświetlenie peronów i placu przed dworcem.
Perony zostały wydłużone i utwardzone. Zmodernizowany dworzec został otwarty 30 października 1971 roku o godz. 12.00. W ramach uroczystości otwarcia na budynku leszczyńskiego dworca, po prawej stronie od głównego wejścia, zamontowana została tablica poświęcona kolejarzom węzła leszczyńskiego zamordowanym, poległym i zaginionym w okresie II wojny światowej. Ufundowana została przez Kolejowe Koło ZBoWiD w Lesznie. Napis na tablicy brzmi: Kolejarzom węzła leszczyńskiego, zamordowanym, poległym i zaginionym w walce z faszyzmem 1939-1945. Kolejowe Koło – ZBoWiD – Leszno.
17 września 2014 roku po prawej stronie od głównego wejścia zamontowana została tablica upamiętniająca pięciu Polaków skazanych przez stalinowski sąd za udział w potyczce z żołnierzami Armii Czerwonej w 1947 roku. Stanęli oni w obronie uprowadzonej przez Sowietów kobiety.
Od marca 2010 roku trwała przebudowa i remont dworca w Lesznie. Bryła budynku pozostała w zasadzie bez zmian. Zmienił się natomiast układ i lokalizacja kas biletowych (włącznie z utworzeniem kasy przystosowanej dla osób na wózkach inwalidzkich), punktów handlowych oraz poczekalni. Na piętrze powstał punkt widokowy, zamontowana została winda oraz drzwi automatyczne w wejściu głównym oraz wejściach na perony. W hallu zmodernizowanego budynku zainstalowano biletomat dla pociągów spółek: PKP IC i Przewozy Regionalne oraz utworzono strefę klienta Kolei Wielkopolskich. Budynek dworca po modernizacji i dostosowaniu do potrzeb osób niepełnosprawnych otwarty został 30 stycznia 2012 roku. Powierzchnia użytkowa wynosi aktualnie 2482,9 m². Według PKP Dworzec Polski koszt modernizacji wyniósł 13 691 000 zł
Rewitalizację przeszedł także plac dworcowy. Położono nową kostkę, zamontowano stylowe oświetlenie uliczne, wybudowano ścieżkę rowerową oraz zatoki dla postoju TAXI i autobusów komunikacji miejskiej. Plac dworcowy oddano do użytku w lipcu 2011 roku.

## Perony
Stacja Leszno ma 6 peronów połączonych przejściami podziemnymi, które w części wschodniej zostało wydłużone do ul. Towarowej, przy której znajduje się peron 6.. Na peronach 1, 2, 6 oraz przy wejściu do tunelu od ul. Towarowej zamontowane zostały windy. Perony 1 (tor 2) i 3 (tor 4) są częściowo zadaszone i z nich są boczne wejścia do budynku dworcowego. Od wschodniej strony dworca znajduje się peron 6 (tor 5), który też posiada tylko jedną krawędź peronową. Pozostałe: 2 (tor 1 i 3), 4 (tor 6 i 8) i 5 (tor 10 i 12) są zadaszone całkowicie. Ciekawostką jest, iż wiaty stanowią oryginalną niemiecką konstrukcję z czasów rozbudowy dworca w 1905 roku (poza peronem 2). Perony 1 i 2 oraz 6 położone są pomiędzy budynkiem dworca (ściana wschodnia) a ul. Towarową i przylegającym do niej Dworcem PKS, natomiast perony 3, 4 i 5 pomiędzy budynkiem dworca (ściana zachodnia) a ul. Jana Kilińskiego.

## Infrastruktura
Wjeżdżając od strony Wrocławia, po prawej stronie znajdowała się nastawnię LS2, obsługująca zwrotnicę na tor 3. Podczas modernizacji linii kolejowej nr 271 nastawnia została zburzona, a jej funkcję przejęło Lokalne Centrum Sterowania w Lesznie. Znajdowała się ona obok przejazdu kolejowo-drogowego w ciągu ulicy Słowiańskiej. Przejazd ten jest zamknięty dla samochodów od 1977 roku, czyli od momentu otwarcia wiaduktu. Obok przejazdu jest przejście podziemne otwarte w 1969 roku, zmodernizowane w 2020 roku. Po prawej stronie (jeszcze przed przejazdem i przejściem) znajduje się budynek zlikwidowanej stacji kolejowej Leszno Dworzec Mały oraz ciągnące się równolegle do linii Wrocław – Poznań starotorze linii Leszno Dworzec Mały – Góra – Krzelów.
Za małym dworcem tory rozgałęziają się pod peron 2. Od wschodniej strony budynku dworca znajdowały się Ekspedycja kolejowa z rampą, tory postojowe, na których czasami stały maszyny torowe oraz bocznica do zlikwidowanego przedsiębiorstwa Młyny. Podczas modernizacji w latach 2017 - 2020 wschodnia część stacji zmieniła się. Po zachodniej stronie peronu 2 znajduje się kompleks budynków kolejowych, które w przeszłości pełniły funkcje Zakładu Medycyny Kolejowej. W stronę Poznania, zaraz za byłą ekspedycją, rozgałęziają się tory do lokomotywowni, dawniej również tory zdawczo-odbiorcze do Metalplastu i Fabryki Pomp oraz na linię znaczenia wojskowego nr 817 do Grzybowa.
Dalej ciągnie się Sekcji Utrzymania i Napraw Taboru Przewozów Regionalnych z zapleczem techniczno-remontowym i otwarta 9 marca 2016 całopociągowa myjnia.
Nieopodal lokomotywowni znajduje się kolejowa wieża ciśnień, aktualnie nie używana. Po przeciwnej stronie mijamy, odnowioną nastawnię wykonawczą oraz pozostałe budynki gospodarcze. Po wschodniej stronie linii poznańskiej widać odstawione lokomotywy przy dawnym punkcie nawęglania lokomotyw parowych, żurawiu wodnym, nieczynnej myjni lokomotyw oraz piaskarce. Przy samym końcu stacji znajduje się górka rozrządowa.
Po przeciwnej stronie dworca, przy linii kolejowej nr 14, znajduje się wagonownia. Budynek został w 2012 r. zmodernizowany i pomalowany w kolorach nawiązujących do głównego budynku dworcowego. W wagonowni Leszno przechowuje się i naprawa wagony kolejowych oraz przeprowadza przeglądy rewizyjne
Równolegle do linii kolejowej wiodącej do Ostrowa Wielkopolskiego znajduje się peron 6 (prawdopodobnie służbowy) oraz sieć torów odstawczych wykorzystywana przez spółki: Przewozy Regionalne i Koleje Wielkopolskie oraz Koleje Dolnośląskie.
Od 2010 r. PKP Polskie Linie Kolejowe prowadzą modernizację linii kolejowej E59 na odcinku Wrocław – Poznań. Inwestycja ta jest współfinansowana ze środków Unii Europejskiej – Programu Operacyjnego Infrastruktura i Środowisko (Perspektywa finansowa 2007-2013). W wyniku przeprowadzonych robót według założeń PKP PLK prędkość na trasie wzrośnie maksymalnie do 160 km/h, a co za tym idzie czas jazdy na odcinku Wrocław Główny – Poznań Główny wyniesie 75 minut (dla pociągów EIC). Poza tym na stacjach Leszno i Poznań powstaną dwa lokalne centra sterowania ruchem kolejowym. Zakończenie prac było przewidziane na 2014 rok.. W chwili obecnej (rok 2016) PKP PLK SA przewiduje zakończenie prac na rok 2020.
W kolejnej perspektywie finansowej UE w latach 2014–2020 wykonano:
- wymianę nawierzchni kolejowej, tj. tor 1 i 2 wraz z rozjazdami, wymianę podtorza i odwodnienia w podstawowym układzie torowym,
- modernizację peronów nr 1 i 2 (poszerzenie i wydłużenie) stacji Leszno i przystosowanie ich dla osób niepełnosprawnych,
- przebudowę przejścia podziemnego pomiędzy peronami 1 i 2 stacji Leszno,
- zainstalowanie pełnej informacji megafonowej i wizualnej podróżnych na peronach nr 1 i 2 stacji Leszno,
- modernizację sieci trakcyjnej w podstawowym układzie torów nr 1 i 2 stacji Leszno oraz elektryfikację toru nr 4 w Lesznie[25].

Według zapowiedzi PKP PLK SA modernizacja części wschodniej stacji Leszno miała rozpocząć się na początku 2016 roku jednak w związku z opóźnieniem przy modernizacji LOTu C (Poznań Główny - Czempiń) została przesunięta na 1 października 2017 roku.

## Dojazd do i z dworca
Z centrum miasta połączona jest liniami autobusowymi nr:
- z ul. Dworcowej (Dworzec kolejowy)
  - 2 Strzyżewice Pętla - Dworzec kolejowy – Rejtana Spółdzielnia
  - 3 Strzyżewice Pętla – Dworzec kolejowy - Leszno Grzybowo – Osiecka Cmentarz
  - 4 Wilkowice pętla – Dworzec kolejowy – Rynek Zaborowski
  - 10 Dworzec kolejowy – Galeria Leszno
  - 11 Święciechowa Rynek – Dworzec kolejowy – Chocimska Pętla
- z ul. Towarowej (zaraz za przejściem podziemnym)
  - 6 Towarowa – Rejtana Pętla

Na placu przed dworcem kolejowym oraz w okolicy dworca PKS działają dwa postoje TAXI. Z dworca kolejowego są również połączenia mikrobusami prywatnych przewoźników do Głogowa.

## Ciekawostki i wydarzenia
- 2 września 2024 wznowiono bezpośrednie połączenie Leszno - Warszawa, a zarazem kursowanie pociągu kategorii Express Intercity przez Leszno.
- 16 grudnia 2019 roku wznowiono regularne połączenia Leszno - Głogów - Zielona Góra
- 1 października 2017 roku rozpoczęła się częściowa modernizacja stacji w Lesznie - perony, sieć trakcyjna i tory w części wschodniej
- 15 maja 2017 roku na trasę Wolsztyn - Leszno - Wolsztyn wróciły regularne kursy parowozami[29].
- 5 listopada 2016 roku z inicjatywy prezydenta Leszna Łukasza Borowiaka przy współpracy PKP Cargo i Koleo zorganizowano obchody 160-lecia linii kolejowej nr 271. Z tej okazji odbył się przejazd pociągu retro z Leszna do Rawicza[30].
- Od 14 grudnia 2014 roku spółka PKP Intercity całkowicie zlikwidowała bezpośrednie pociągi kategorii EIC z Wrocławia do Warszawy przez Leszno.
- 29 listopada 2014 roku spółka PKP Polskie Linie Kolejowe zainstalowała na leszczyńskim dworcu 10 stojaków dla rowerów w ramach akcji "Kolej przyjazna rowerom".
- Wraz z dniem 1 marca 2012 roku, Koleje Wielkopolskie całkowicie zawiesiły kursowanie pociągów na trasie Leszno – Gostyń z powodu niewystarczającej ilości środków w budżecie Urzędu Marszałkowskiego[31].
- 1 czerwca 2011 Koleje Wielkopolskie zainicjowały usługi przewozowe w Lesznie na trasach[32]:
  - Leszno – Ostrów Wielkopolski – obsługiwane przez spalinowe zespoły trakcyjne SA132,
  - Leszno – Zbąszynek – obsługiwane przez autobusy szynowe SA105 i SA108,
  - Leszno – Jarocin – obsługiwane przez autobusy szynowe SA105.
- Od 11 grudnia 2011 r. Dolnośląski Zakład Przewozów Regionalnych zlikwidował połączenie na trasie Głogów – Leszno. Samorządy województw: wielkopolskiego, lubuskiego i dolnośląskiego (przez te trzy województwa przebiega linia nr 14) nie były zainteresowane prowadzeniem ruchu na tej linii i jej finansowaniem[33].
- 12 grudnia 2008 roku Pt47-112 prowadził ostatni planowy pociąg obsługiwany przez parowóz do Leszna. Od roku 2009 do 2010 pociągi na trasie Leszno – Wolsztyn – Leszno były obsługiwane lokomotywami spalinowymi oraz autobusami szynowymi SA108[34]. Aktualnie linia ta obsługiwana jest przez Koleje Wielkopolskie autobusami szynowymi SA105 i SA108.
- 1 grudnia 2007 r. Leszno obchodziło 150-lecie linii kolejowej Leszno – Głogów. Czynne były wystawy zdjęć i sprzętu, gości bawiły zespoły i orkiestra. Największą atrakcją była jednak przejażdżka pociągiem retro z okresu międzywojennego, ciągniętym przez wolsztyński parowóz Ok22-31 oraz pięciu dwuosiowych wagonów wyposażonych w drewniane ławki. Pociąg jechał do Wschowy, gdzie również odbyło się kilka imprez, a kończył trasę w Głogowie. Obchody zorganizowało Leszczyńskie Stowarzyszenie Sympatyków Kolei[35][36].
- 1 października 2006 r. Leszno obchodziło 150-lecie kolei na ziemi leszczyńskiej. Z tej okazji odbyły się jubileuszowe uroczystości zainaugurowane kilka minut przed godziną 14, z chwilą wjazdu na tor przy peronie pierwszym od strony Wrocławia (tak samo jak przed 150 laty) pociągu specjalnego retro składającego się z parowozu Pm36-2 z parowozowni Wolsztyn znanego powszechnie jako Piękna Helena oraz zabytkowych wagonów. Na czole parowozu widniał napis 150 lat kolei na ziemi leszczyńskiej.
Główną atrakcją wystawy była wolsztyńska Piękna Helena oraz dwa zimne parowozy – Ok22-31 i Pt47-65. Prócz tego zwiedzać można było lokomotywy spalinowe: SM42-481, SU45-098, SM31-158, zabytkowy wagon motorowy SN80-12, zabytkowe wagony, współczesną salonkę oraz nowoczesny pociąg sieciowy), a także przejechać się zabytkową drezyną ręczną, ściągniętą specjalnie na tę okazję z Grodziska Wielkopolskiego.
Wszystkie one cieszyły się wielkim zainteresowaniem nie tylko wśród najmłodszych mieszkańców miasta. Ponadto każdy mógł obejrzeć wystawę zorganizowaną przez Leszczyńskie Stowarzyszenie Sympatyków Kolei i spółki PKP S.A. przedstawiającą m.in. historię kolei w Lesznie[37][38].
- W drugiej połowie lat 40. XX wieku przez Leszno przejeżdżał pociąg Balt-Orient-Express ze Sztokholmu do Stambułu przez Świnoujście, Poznań, Wrocław.
- Od strony ulicy Kilińskiego za byłą szkołą kolejową znajduje się 6, nieczynny peron z jedną krawędzią. Był to peron służbowy. Pozostałością po nim jest budka dróżnika, a tory przy nim służą teraz jako tory postojowe[9].